# Округ Реген
Округ Реген је округ на истоку немачке државе Баварска. Припада регији Доња Баварска. 
Површина округа је 975,06 км². Крајем 2008. имао је 79.736 становника. Има 24 насеља, а седиште управе је у месту Реген. 